# Tintarella di luna
Tintarella di luna è il primo album in studio della cantante italiana Mina, pubblicato dall'etichetta discografica Italdisc nel marzo 1960 (la discografia precedente è composta esclusivamente da extended play).

## Storia
Per una consuetudine discografica del periodo anche questo primo LP, come quelli pubblicati immediatamente dopo dall'Italdisc e dalla Ri-Fi, è una raccolta di brani già pubblicati in altri formati (EP e 45 giri) e come consuetudine, questo viene considerato il primo album in studio di Mina, come tra l'altro indicato anche nella discografia presente nel suo sito ufficiale.
Pubblicato su CD nel 1992 dalla Raro! Records prima singolarmente e poi insieme a Il cielo in una stanza e Due note per un cofanetto che raccoglie i primi tre album della cantante.
Nel 2009 è stato rimasterizzato su vinile da 180 grammi da Italdisc, Carosello Records e Halidon (catalogo HCLP 06 per tutte le etichette), in un'edizione il cui frontespizio riproduce in miniatura la copertina originale rossa.
Nel 2010 tutti i brani dei singoli ufficiali presenti nella discografia italiana sono stati raccolti in un'antologia in due volumi, ciascuno composto da tre CD; tutte le canzoni di questo album sono contenute in Ritratto: I singoli Vol. 1.
Nel 2011 è stato reso disponibile da Halidon in versione digitale, sia per il download (HMP3-6609), sia su CD (H6609).
La raccolta per il mercato straniero Notre étoile del 1999 contiene Folle girouette e Un petit claire de lune, versioni in francese rispettivamente di Folle banderuola e Tintarella di luna.

## Copertina
Il titolo dell'album è preso dal brano Tintarella di luna, che apre il secondo lato, ma non compare sulla copertina che rappresenta una foto di Mina, il suo nome e l'elenco dei brani (sul retro si legge Mina e i suoi successi). Venne ristampato con una diversa copertina e intitolato 12 Successi, ma con lo stesso ordine dei brani e numero di catalogo.

## Tracce
Lato A
1. Folle banderuola – 2:20 (Gianni Meccia; edizioni musicali Ariston)
2. È vero – 3:00 (testo: Nicola Salerno – musica: Umberto Bindi; edizioni musicali Ariston)
3. Whisky – 2:46 (testo: Aldo Alberini – musica: Daisy Lumini; edizioni musicali S. Cecilia)
4. My Crazy Baby – 2:35 (testo: Mina – musica: Yaşar Güvenir, Albrecht Marcuse 'Rolf Marbot'; edizioni musicali Southern Music)
5. Nessuno – 2:14 (testo: Antonietta De Simone – musica: Edilio Capotosti, Vittorio Mascheroni; edizioni musicali Melodi)
6. Ho scritto col fuoco – 2:22 (testo: Vito Pallavicini – musica: Pino Massara; edizioni musicali S. Cecilia)

Lato B
1. Tintarella di luna – 3:00 (testo: Franco Migliacci – musica: Bruno De Filippi; edizioni musicali Accordo)
2. La verità – 2:06 (testo: Umberto Bertini – musica: Enzo Di Paola, Sandro Taccani; edizioni musicali Tiber)
3. Non sei felice – 2:18 (testo: Giuseppe Perotti – musica: Riccardo Vantellini; edizioni musicali Nazionale)
4. Piangere un po' – 2:27 (testo: Leo Chiosso "Roxy Bob" – musica: Umberto Prous; edizioni musicali Peer)
5. La luna e il cow boy – 2:36 (testo: Nicola Salerno – musica: Vittorio Buffoli; edizioni musicali Melodi)
6. Vorrei sapere perché[7] – 2:41 (testo: Piero Vivarelli, Lucio Fulci – musica: Adriano Celentano, Ezio Leoni; edizioni musicali Mascotte)

## Musicisti

### Artista
- Mina - voce

### Arrangiamenti e direzione orchestrale
- Giulio Libano - Folle banderuola, È vero, Whisky, Ho scritto col fuoco, Piangere un po', La luna e il cow boy

### Formazione
- Happy Boys[8] in My Crazy Baby, Vorrei sapere perché

Nino Donzelli - arrangiamenti, altri strumenti
Renzo Donzelli - chitarra
Giorgio Levi - piano
Giacomo "Micio" Masseroli - voce, contrabbasso
Fausto Coelli - batteria
- I Solitari - arrangiamenti in Nessuno, Tintarella di luna, La verità

Fausto Coelli - batteria
Lino Pavesi - sax
Lamberto "Memo" Fieschi - piano
Ermanno Scolari - contrabbasso
Enrico Grossi - chitarra

## Classifiche
L'album debutta al 5º posto il 16 aprile 1960 e raggiunge subito la vetta alla quarta settimana di presenza scalzando 16 successi di Fred Buscaglione. Rimane 4 settimane consecutive in testa rivelandosi un successo e proiettando la cantante nel panorama musicale italiano. Il disco totalizza 27 settimane in Top 10 e la abbandona il 22 ottobre.
| Classifica (1960) | Posizione massima |
| ----------------- | ----------------- |
| Italia            | 1                 |